# Csömend, Somogy
Csömend  este un sat în districtul Marcal, județul Somogy, Ungaria, având o populație de 311 locuitori (2011). 

## Demografie
Componența etnică a satului Csömend
     Maghiari (93,69%)
     Germani (2,66%)
     Români (2,33%)
     Romi (1,33%)
Componența confesională a satului Csömend
     Romano-catolici (78,46%)
     Fără religie (10,29%)
     Necunoscută (11,25%)
Conform recensământului din 2011, satul Csömend avea 311 locuitori. Din punct de vedere etnic, majoritatea locuitorilor (93,69%) erau maghiari, existând și minorități de germani (2,66%), români (2,33%) și romi (1,33%).  Din punct de vedere confesional, majoritatea locuitorilor (78,46%) erau romano-catolici, cu o minoritate de persoane fără religie (10,29%). Pentru 11,25% din locuitori nu este cunoscută apartenența confesională.